# Una gita a Roma
Pour plus de détails, voir Fiche technique et Distribution.
Una gita a Roma est un film d'aventures italien de Karin Proia (it) sorti en 2017.
Il s'agit du premier long métrage de sa réalisatrice. Le film réunit Claudia Cardinale et sa nièce Francesca Cardinale dans un petit rôle.

## Synopsis
Francesco, 9 ans, passionné d'art, et sa petite sœur Maria, 5 ans, originaires d'une petite ville de province, arrivent à Rome en voyage avec leur mère. Lorsqu'un problème les oblige à rentrer plus tôt que prévu, le garçon décide de fuir sa mère et sa petite sœur le suit. C'est ainsi que commence leur aventure, un voyage qui les mènera à la découverte d'une grande métropole et d'un riche univers de personnages, de lieux inconnus et de situations inattendues. Leur destination tant rêvée est l'un des lieux artistiques les plus étonnants du monde, mais ils rencontreront sur leur chemin un certain nombre d'événements imprévus.

## Fiche technique
- Titre original : Una gita a Roma[1] (litt. « Un voyage à Rome »)
- Réalisation : Karin Proia (it)
- Scénario : Karin Proia (it), Raffaele Buranelli (it)
- Photographie : Daniele Nannuzzi (it)
- Montage : Mirco Garrone (it)
- Musique : Nicola Piovani
- Costumes : Tiziana Mancini
- Production : Raffaele Buranelli (it)
- Sociétés de production : C'è S.r.l.
- Pays de production :  Italie
- Langue originale : italien
- Format : Couleurs
- Durée : 108 minutes
- Genre : Film d'aventures
- Dates de sortie : 
  - Italie : 4 mai 2017

## Distribution
- Claudia Cardinale : Marguerite
- Philippe Leroy : Jean
- Libero Natoli : François
- Tea Buranelli : Maria
- Karin Proia (it) : Léa
- Chiara Conti : Simona
- Raffaele Buranelli : Giacomo
- Carlo De Ruggieri : marchand de journaux
- Pierangelo Gullo : Pierangelo
- Silvana Bosi : Tante Agnese
- Matteo Micheli : Matteo
- Helmut Hagen : M. Steinberg
- Lucia Batassa : dame dans le métro
- Pietro De Silva : chauffeur de taxi
- Giacomo Fadda : Tommy
- Fabrizio Apolloni : policier
- Mauro Mandolini : vendeur
- Giovanni Lombardo Radice : Victor
- David Merlini : lui-même
- Phil Palmer : lui-même
- Massimiliano Frateschi : garçon
- Francesca Cardinale : fille
- Stefano Ambrogi : ouvrier
- Massimiliano Vado : gardien
- Francesco Buranelli : lui-même